# Tróndur í Gøtu
Þrándur Þorbjörnsson (nórdico antiguo: Þrandr í Gǫtu; más conocido por su apodo Tróndur í Gøtu, ca. 945-1035) fue un influyente caudillo vikingo y bóndi de las islas Feroe. Comparte la figura de personaje principal con Sigmundur Brestisson en la saga Færeyinga. La saga recita la historia de las Islas Feroe y la temprana cristianización del archipiélago. 
En el capítulo 3 de la saga se describe a Tróndur como "una cabeza que resalta su pelo rojo, cara pecosa y mirada severa", rasgos inherentes del folclore Føroyar y de quienes se dice que descienden de la hija de Thorstein el Rojo.
Tróndur í Gøtu vivió en la isla de Eysturoy, en la casa de su padre Torbjørn en Gøta, que dio lugar al apodo de Torbjørn Gøtuskegg (barbudo de Gøta). Inicialmente Tróndur y su hermano Thorlac echaron a suertes quien debería heredar la hacienda. Thorlac perdió y se fue a vivir a unas islas vecinas con su esposa. La hermana de Tróndur tuvo un hijo conocido como Gautur el Rojo. La esposa de Torbjørn y madre de los tres hermanos era Gudrún, hermana de Svínoyar-Bjarni.
Tróndur estuvo implicado en un oscuro asunto de disputa de tierras que acabó en tragedia, una disputa de más de 65 años entre los hermanos Brestir Sigmundsson y Beinir Sigmundsson por un lado, y el poderoso godi Havgrímur por otro. Tróndur se dejó seducir por el vikingo Eldjarn Kambhøttur para participar en la emboscada y asesinato de los hermanos a cambio de recibir dos vacas cada primavera y 300 metros de lana de oveja cada otoño como tributo, de por vida y hereditario; pero Tróndur no quiso participar directamente en la conspiración y solicitó a su tío Svínoyar-Bjarni que participase en su nombre.
Paradójicamente, Tróndur adoptó a los hijos de los fallecidos, Torir Beinisson y Sigmundur Brestisson, evitando que Svínoyar-Bjarni también acabara con ellos como testigos de la escaramuza.
Tróndur era un ferviente pagano y férreo defensor de las antiguas tradiciones, por lo que la rivalidad con el cristianismo de Sigmundur Brestisson era visceral. En 1024 supuso el fin de la mancomunidad feroesa y la subyugación del archipiélago bajo el reinado de Olaf II el Santo que designó a sus propios representantes para el gobierno de Noruega sobre las islas,  pero el poder real siguió prácticamente en manos de Tróndur y sus partidarios hasta su muerte en 1035. Cualquier iniciativa de subyugar a los feroeses paganos se convertía en una afrenta personal para el caudillo, que fue responsable directo de la muerte del enviado real Karl hinn mørske en 1028.

## Cultura popular

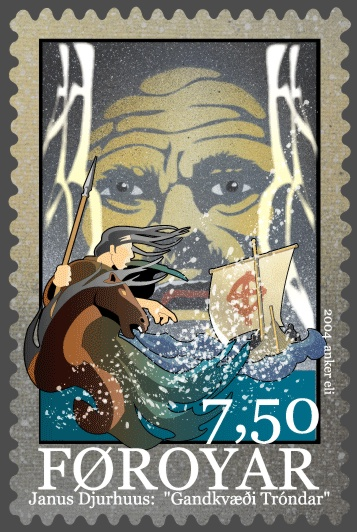
Tróndur í Gøtu eleva su canto y maldición contra el cristianismo y Sigmundur Brestisson; estampilla postal de 2004 ilustrando un poema de Janus Djurhuus.

Tróndur í Gøtu es el nombre de una canción de la banda feroesa de folk metal progresivo Týr, y editado en su álbum By the Light of the Northern Star. La letra es en idioma feroés.